# 葛の葉

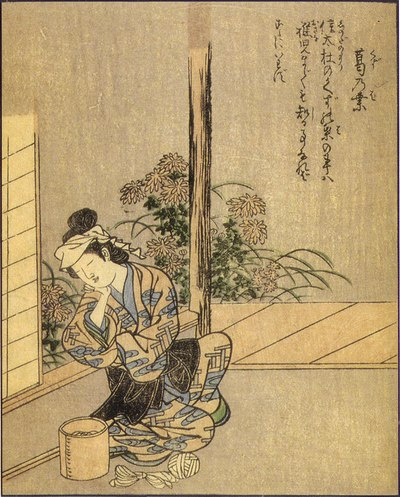
『絵本百物語』に描かれた葛の葉

葛の葉（くずのは）は、室町時代に作られた安倍晴明出生説話の登場人物。キツネであり、安倍晴明の母とされる。葛の葉狐（くずのはぎつね）、信太妻、信田妻（しのだづま）ともいうが、この人物に「葛の葉」と名がつけられるのは1699年の歌舞伎『しのだづま』以降のことである。その正体は吉備真備の生まれ変わり、唐の碁打ち“玄東”の妻“隆昌女”の生まれ変わり、稲荷大明神（宇迦之御魂神）の第一の神使など、作品によって様々である。また葛の葉をヒロインとする人形浄瑠璃および歌舞伎の『蘆屋道満大内鑑（あしやどうまん おおうち かがみ）』も通称「葛の葉」として知られる。

## 説話の概要
説話の内容は作品によって多少異なるが、おおむね以下のとおりである。

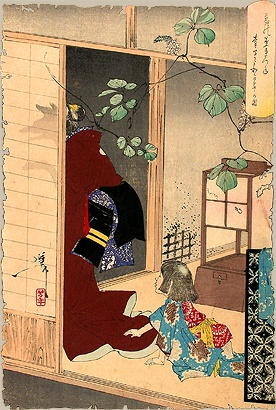
月岡芳年『新形三十六怪撰』より「葛の葉きつね童子にわかるるの図」。童子丸（安倍晴明）に別れを告げる葛の葉と、母にすがる童子丸の姿を描いたもの。

村上天皇の時代（946年-967年）、河内国のひと石川悪右衛門は妻の病気をなおすため、兄の蘆屋道満の占いによって、和泉国和泉郡の信太の森（現在の大阪府和泉市）に行き、野狐の生き肝を得ようとする。摂津国東生郡の安倍野（現在の大阪府大阪市阿倍野区）に住んでいた安部保名が信太明神を訪れた際、悪右衛門率いる狩人に追われていた狐を助けてやるが、その際にけがをして悪右衛門に捕まり殺されそうになる。そこに悪右衛門が檀家をしている和尚がやってきて殺生を咎め保名を助ける。この和尚の正体は狐であり、元の姿になって去っていく。その後、女性がやってきて、保名を自分の家まで案内する（保名の父郡司は悪右衛門と争って討たれたが、保名は悪右衛門を討った）。いつしか二人は結婚して童子丸という子供をもうける（のちの安部清明）。童子丸が7歳のとき、妻の正体が保名に助けられた狐であることが知れる。すべては稲荷大明神（宇迦之御魂神）の仰せであることを告白し 、 さらに次の一首を残して去ってゆく。
恋しくば尋ね来て見よ 和泉なる信太の森のうらみ葛の葉
途中、童子丸の母は狐罠に惹かれ化衣装を脱ぎ捨てて狐の姿になりながらも、信太の森へと帰っていく。
保名は書き置きから、狐が恩返しのために来ていたことを知り、童子丸とともに信太の森に行き、姿をあらわした妻から黄金の箱と水晶の玉を受け取り別れる。数年後、童子丸は晴明と改名し、天文道を修める。そして母親の遺宝の力で天皇の病気を治したので、陰陽頭に任ぜられ、またその日が清明節だったので晴明の「晴」の字を改めて安部清明と名乗るよう綸旨が下る。しかし、蘆屋道満に讒奏され、占いの力くらべをすることになり、結局これを負かして、道満に殺された父の保名を生き返らせ、朝廷に訴えたので、道満は首をはねられ、清明は天文博士となる。

## 説話の背景

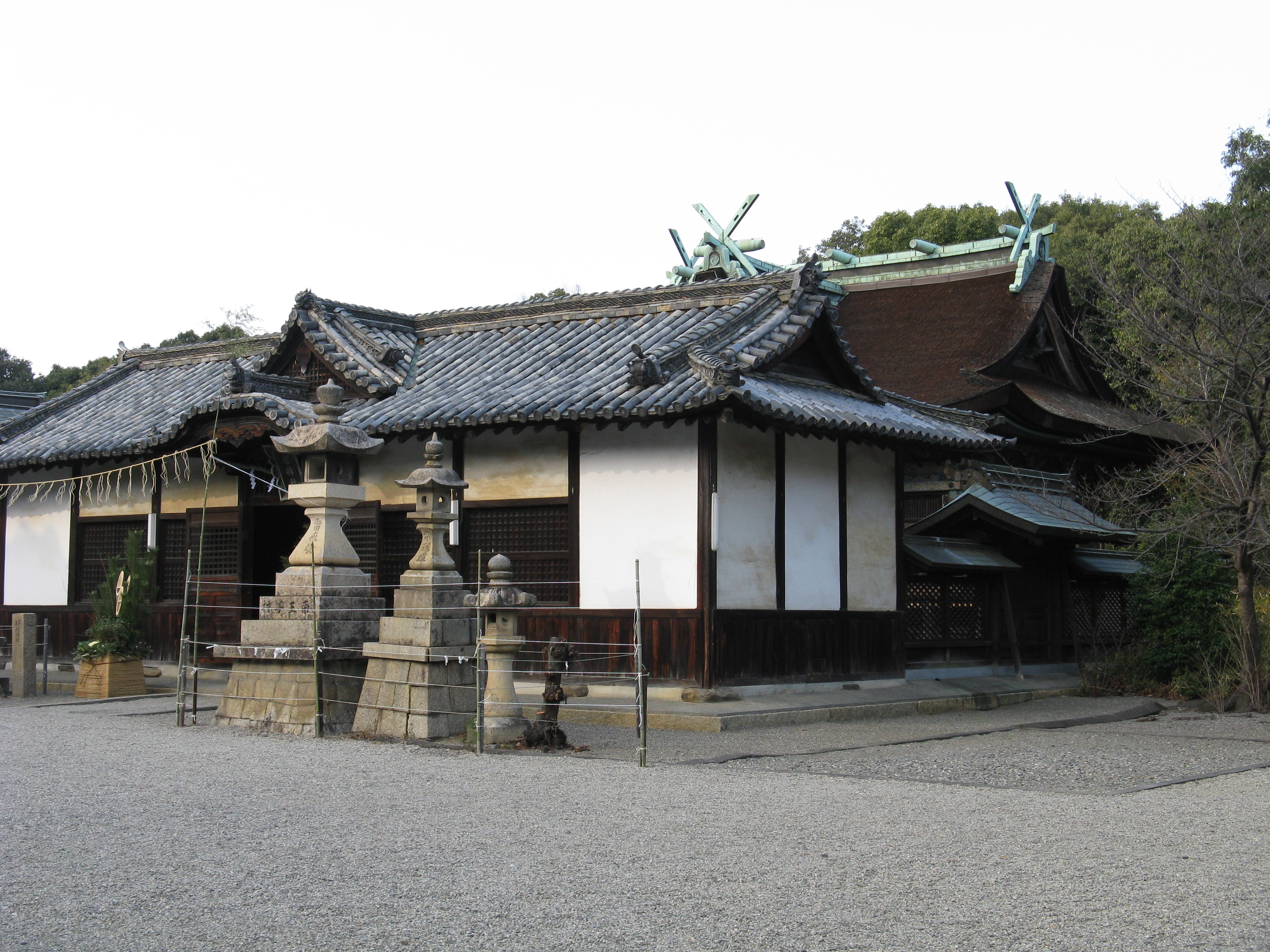
舞台となった信太明神

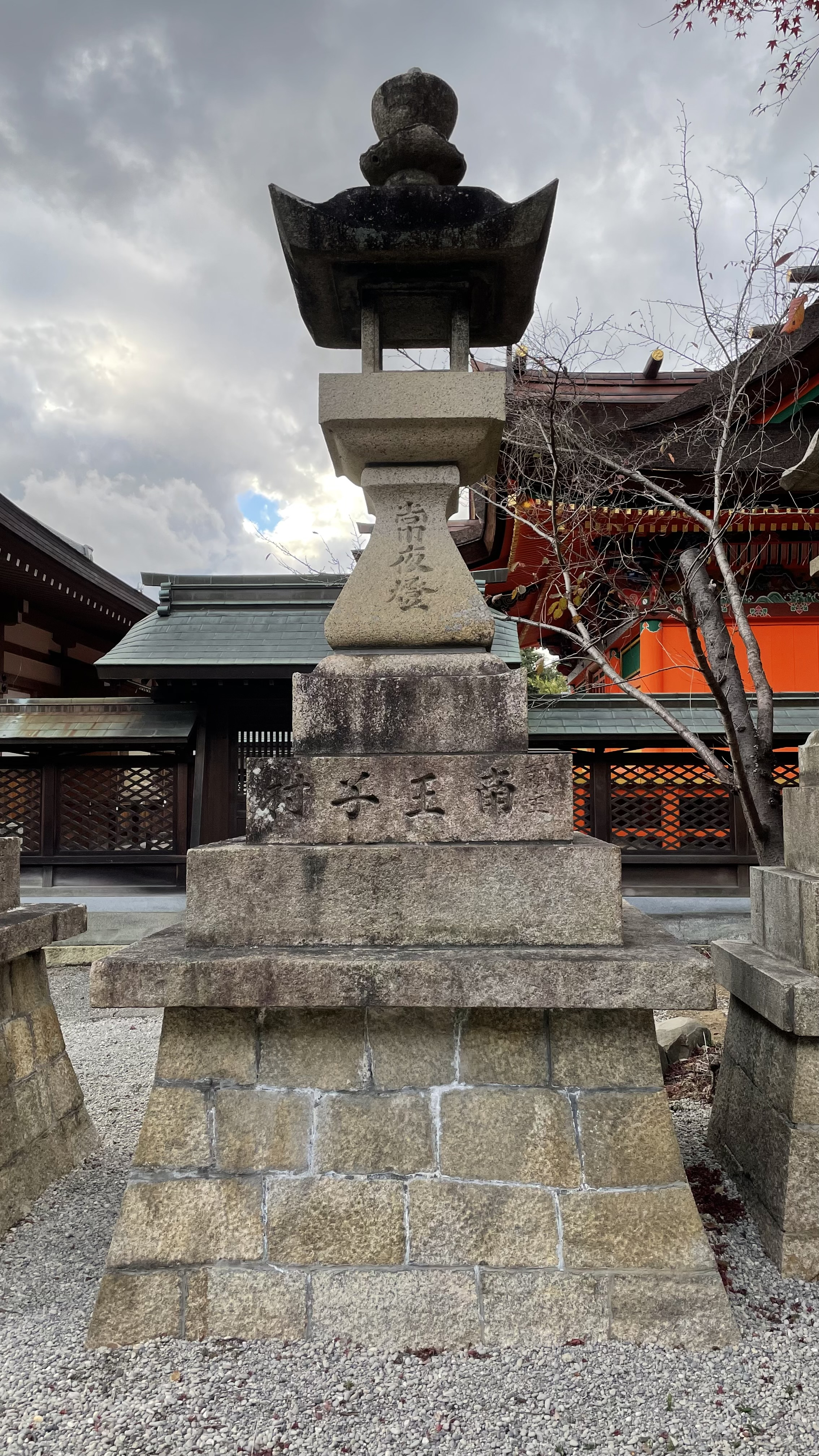
信太明神の石灯篭。「南王子村」と記されている。

葛の葉伝承は、被差別民階級の一つである声聞師（民間下級陰陽師）たちが生みだしたものだと考えられている。彼らは晴明の名声を利用して自分たちの生業をより効率よく営むための手段にしていた。また、自らの存在の賤から聖性への逆転を企図したとされる。他の社会の人と婚姻することが許されなかった声聞師達の思いが、素性が露見したことによって愛する夫や子供とわかれなければならない信太妻伝説には具象化されているという。
信太の森のすぐそばにあり日本有数の被差別部落であった旧南王子村は、説話中に登場する信太明神の境内に居住していた散所民が起源であり、また、旧南王子村には声聞師の呼称である太夫を名乗る者が何人もいた。この地に住んでいた遊芸民や陰陽師たちのカタリによって、この物語の構想はしだいにふくらませられていき、安倍晴明と結び付けられていったという説がある。
稀代の陰陽師としての伝説を持つ安倍晴明が、人間の父と狐の母の間に生まれたという異類婚姻譚の初出は、中世末期に成立した『三国相伝陰陽輨轄簠簋内伝金烏玉兎集』という陰陽道の本の注釈書『簠簋抄』である。信太妻伝説は晴明の伝説が膨張した室町時代中期に成立し、近世初期には多くの類話が仮名草子に集成された。
民間の陰陽師が語った系統の信太妻では、和泉市王子町にある聖神社の祀る信太明神との関連を強調している。信太明神は元々は聖神という狐を使役する神であり、社伝によれば675年（白鳳3年）に渡来人の信太首の勅願によって祀られたことを縁起している。平安時代末期には信太の森にちなんで信太明神と呼ばれるようになった。近世初期の文献からは、信太妻伝説が発生する以前から信太の森には古狐が棲むという伝承があったと考えられ、諏訪春雄は、民間の陰陽師が自分たちの祖師とも言える安倍晴明の出自を、渡来系の神である信太明神や稲荷信仰と関連付ける過程で異類婚姻譚が組み込まれたと述べている。
信田妻は安倍晴明の説話に狂言『こんくわい』（釣狐）が結合し、仮名草子『鶴のさうし』（鶴女房）が転用されたものと考えられている。
1700年出版の和泉国の地誌『泉州志』では「安倍晴明の母が信太森の狐だとするのは奇怪な説だ」という内容が記載されているが、後に『しのたづま　つりぎつね付あべノ清明出生』などでの「信太明神」が「信太森葛葉稲荷」に置き替えられて引用され、信太森葛葉稲荷神社「泉州信太森葛葉稲荷由緒」の「葛の葉物語」の縁起として語られるようになった。現在の聖神社の「史的伝説阿倍保名ノ由来」、信太森葛葉稲荷神社の「葛の葉物語」は、近代明治期に江戸期の社の祭神の見直しに伴って、社の由来・伝承・霊験記を整理、選択して作成され、参詣者に供されたと考えられる。

## 葛の葉を題材とする作品
主人公および主要なキャラクターのみ記載。安倍晴明が登場する作品も参照。

### 古典作品
- 浄瑠璃『しのたづま　つりぎつね付あべノ清明出生』延宝2年（1674年）
- 歌舞伎『しのだづま』元禄12年（1699年）
- 地歌『狐会（こんかい）』元禄13年（1700年） - 母の病気を治すために招いた法師が実は母を恋慕する狐であり、病気になったこと自体が狐の仕業であった。息子がそれを見破り追い払うという内容。男女が入れ替わっているために立役のために作られた芝居唄と考えられている
- 紀海音 浄瑠璃『信田森女占』元禄16年（1703年）
- 初世竹田出雲 人形浄瑠璃『蘆屋道満大内鑑』 享保19年（1734年）
- 歌舞伎『蘆屋道満大内鑑』享保20年（1735年） - 歌舞伎化
- 岡田玉山 『阿也可之譚（あやかし ものがたり）』文化3年（1806年）
- 曲亭馬琴 『敵討裏見葛葉（かたきうち うらみ くずのは）』文化4年（1807年）
- 歌舞伎舞踊『保名』文政元年（1818年）初演 - 地（曲）は『清元』
- 瞽女唄『葛の葉子別れ』
- 説経節『信太妻』（『信田妻』とも）
- 落語「天神山」（上方落語） / 「墓見」（江戸落語、「安兵衛狐」「葛の葉」とも） - 罠にかかった狐を逃がしてやった保名ならぬ「安兵衛」のところに狐が化けた女房が訪ねてくる物語。信太ではなく、上方落語では安居天神（安居神社）、江戸落語では谷中の天王寺が舞台となる。上方落語では狐が書き残す歌も「恋しくばたずねきてみよ 南なる天神山の森の中まで」となっている。

### 現代作品
- 映画『恋や恋なすな恋』（1962年） - 監督：内田吐夢、主演：大川橋蔵、東映
- 小松左京 『女狐』（1967年）　
  - 小松左京・高橋桐矢『安倍晴明 天人相関の巻』（2002年）※上記を原案とした長編小説。
- 横溝正史 『車井戸はなぜ軋る』（1973年）
- 手塚治虫 『悪右衛門』（1973年）
- 辻井喬 『狐の嫁入り』（1976年）
- 舞台「しのだ妻」（1978年 前進座、演：いまむらいづみ）
- 舞台「しのだづま考 中西和久ひとり芝居」（1989年年10月25日）
- 坂田靖子 『葛の葉』（『芋の葉に聴いた咄 珍見異聞1』所収、1991年）
- 田辺真由美 『華夜叉 巻之九 葛の葉』（1996年）
- 藤原眞莉 『姫神さまに願いを』（1998年–2006年）
- 演劇 月蝕歌劇団『陰陽師 安倍晴明-最終決戦- 』（2001年） - 作・演出：高取英、音楽：J・A・シーザー
- オペラ「白狐」（2013年） - 岡倉覚三（天心）が1913年に執筆した英語オペラ台本 "The White Fox"を原作とする作品[32]

- 日本のサーカスには足芸（台に寝転んだ人の足の上に物や人を乗せる芸）で、障子と人を乗せ、乗った人が障子に「恋しくば尋ね来て見よ 和泉なる信太の森のうらみ葛の葉」を毛筆で書く芸がある[33]。

## 備考
- 油揚げを用いた食べ物のことを、葛の葉の生誕地とされる信太の森にちなんで「しのだ」と呼ぶことがある[34]。(例:信太巻)
  - きつね (麺類) - 「しのだ」とも呼ばれる（京都や大阪など近畿地方に多い）。名古屋には「志の田うどん」と呼ばれる名物料理（名古屋めし）がある。
  - 稲荷寿司 - 「しのだずし」とも呼ばれる。東京で最も古いとされる稲荷寿司専門店の屋号は「志乃多寿司」である。
- 明治時代の曲芸に、「信田妻」という、両手での同時筆記、筆を口に咥えての筆記などを売り物にした演目がある。
- 南海本線の高石駅と阪和線の北信太駅は、それぞれ「葛葉」と「葛葉稲荷」という駅名で開業している。
- 信太森葛葉稲荷神社の鎮座地は、中という村名（のち信太村の大字名）だったが、和泉市編入の際に「葛の葉町」と改称されている。